# Sobekemsaf (reina)
| sbk | m | V16 · f |

| sbk | m | V16 · f |

Sobekemsaf (sbk-m-z3=f) fue una antigua reina egipcia de la Dinastía XVII. Fue esposa del faraón Nubjeperra Intef y hermana de un faraón no identificado, probablemente Sejemra-Herhormaat Intef, Sobekemsaf II o Senajtenra Ahmose.
Su nombre ("Sobek le protege") es gramaticalmente masculino. Aunque existía una versión femenina del nombre (sbk-m-z3=s), la reina es llamada Sobekemsaf en todas las fuentes, por lo que no se trata de un error del escriba, sino que probablemente se llamaba así por un antepasado. Los nombres masculinos para mujeres no eran infrecuentes durante el Segundo Período Intermedio.

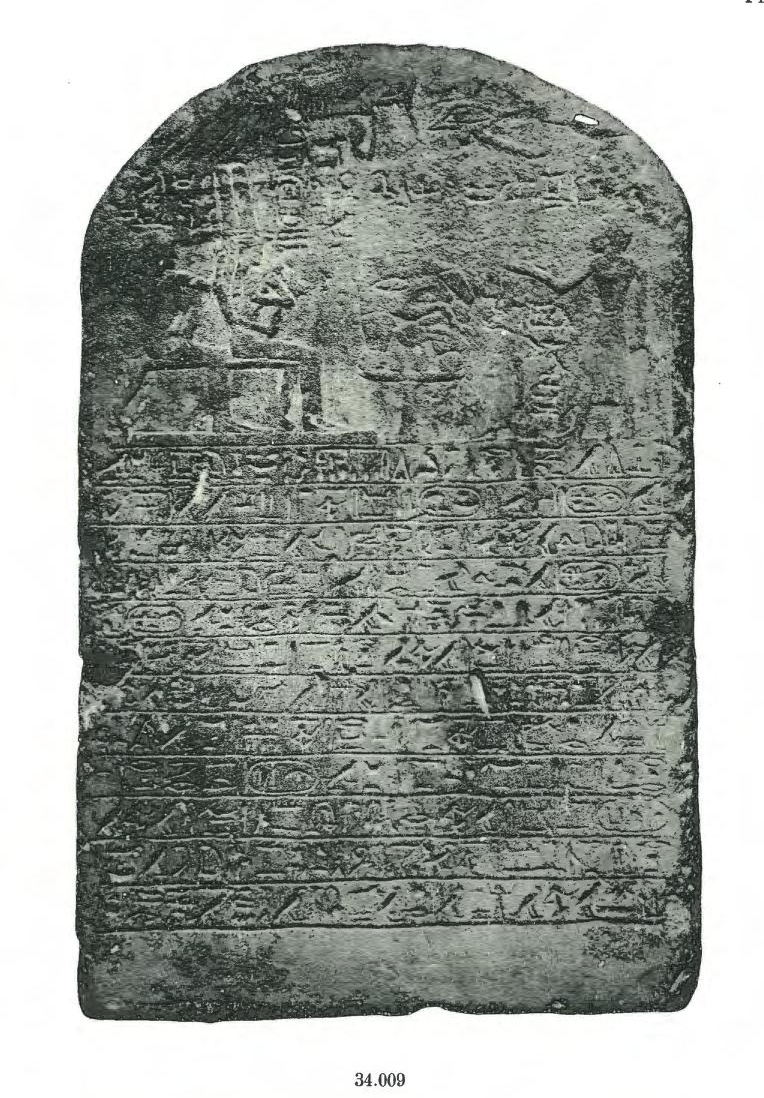
Estela de Yuf, encargado de la restauración de la tumba de Sobekemsaf.

Se la menciona en un brazalete y un colgante, ambos en el Museo Británico.
Simboliza la alianza entre los príncipes de Tebas y Edfu. En la ciudad natal de su familia, Edfu, se la conoce por unas estelas. La primera es la de El Cairo CG 34009. La estela, perteneciente a un oficial llamado Yuf y fechada en la dinastía XVIII, menciona la reconstrucción de su tumba. Otra estela, también de Edfu (El Cairo JE 16.2.22.23), representa a la reina Sobekemsaf junto a otros parientes; la estela nombra a la hermana de la reina, Neferuni, y a su madre, cuyo nombre se ha perdido. 
Los títulos de Sobekemsaf eran: "Esposa del rey" (ḥm.t-nswt), "Gran esposa real" (ḥmt-nỉswt wr.t), "Unida con la corona blanca" (ẖnm.t-nfr-ḥḏ.t), "Hija del rey" (z3.t-nỉswt) y "Hermana del rey" (zn.t-nswt).